# Шелдон (Техас)
Шелдон (англ. Sheldon) — переписна місцевість (CDP) в США, в окрузі Гарріс штату Техас. Населення — 2361 особа (2020).

## Географія
Шелдон розташований за координатами 29°51′35″ пн. ш. 95°7′59″ зх. д. / 29.85972° пн. ш. 95.13306° зх. д. (29.859771, -95.133161).  За даними Бюро перепису населення США в 2010 році переписна місцевість мала площу 6,49 км², з яких 6,46 км² — суходіл та 0,03 км² — водойми.

## Демографія
Згідно з переписом 2010 року, у переписній місцевості мешкало 1990 осіб у 528 домогосподарствах у складі 439 родин. Густота населення становила 307 осіб/км².  Було 593 помешкання (91/км²).
Расовий склад населення:
| - 68,4 % — білих - 3,0 % — чорних або афроамериканців - 2,3 % — корінних американців - 1,1 % — азіатів - 0,1 % — вихідців з тихоокеанських островів - 22,1 % — осіб інших рас |

До двох чи більше рас належало 3,1 %. Частка іспаномовних становила 66,6 % від усіх жителів.
За віковим діапазоном населення розподілялося таким чином: 35,9 % — особи молодші 18 років, 56,6 % — особи у віці 18—64 років, 7,5 % — особи у віці 65 років та старші. Медіана віку мешканця становила 28,0 року. На 100 осіб жіночої статі у переписній місцевості припадало 107,1 чоловіків;  на 100 жінок у віці від 18 років та старших — 103,2 чоловіків також старших 18 років.
Середній дохід на одне домашнє господарство  становив 63 171 долар США (медіана — 38 138), а середній дохід на одну сім'ю — 72 471 долар (медіана — 38 537). Медіана доходів становила 35 333 долари для чоловіків та 21 467 доларів для жінок. За межею бідності перебувало 16,3 % осіб, у тому числі 37,2 % дітей у віці до 18 років та 8,6 % осіб у віці 65 років та старших.
Цивільне працевлаштоване населення становило 902 особи. Основні галузі зайнятості: мистецтво, розваги та відпочинок — 35,7 %, будівництво — 22,3 %, оптова торгівля — 20,1 %.